# Сироткина, Мария Ивановна
Мари́я Ива́новна Сиро́ткина (1918— 1999) — передовик советской строительной отрасли, бригадир бетонщиков строительно-монтажного управления № 2 треста «Мособлстрой» № 9 Главмособлстроя при Мособлисполкоме, город Электросталь Московской области, Герой Социалистического Труда (1971).

## Биография
Родилась 22 июня 1918 года в селе Воронок Черниговской губернии (ныне Брянская область) в русской семье.
В семнадцать лет пошла работать на прядильную фабрику, колесницей. С апреля 1939 года проживала в Ленинграде, работала в строительном тресте. В начале Великой Отечественной войны была мобилизована для сооружения укрепительных редутов в районе Валдая Ленинградской области.
С июля 1942 года работала в строительно-монтажном объединении № 9 города Электростали Московской области. С мая 1947 года возглавляла бригаду бетонщиц. Этот коллектив был передовым и постоянно побеждал в социалистических соревнованиях среди бригад Московской области.
Указом Президиума Верховного Совета СССР от 7 мая 1971 года за получение высоких результатов в строительстве объектов и личные заслуги Марии Ивановне Сироткиной было присвоено звание Героя Социалистического Труда с вручением ордена Ленина и золотой медали «Серп и Молот».
Продолжала и дальше трудиться в строительной отрасли.
Избиралась в Электростальский городской совет депутатов. Была наставником для молодого поколения.
Проживала в городе Электросталь.
Умерла 9 июня 1999 года. Похоронена на Новом кладбище (13 участок).

## Семья
Сын — Анатолий (10.10.1946 — 24.12.2015)

## Награды и звания
- Золотая звезда «Серп и Молот» (07.05.1971)
- Орден Ленина (07.05.1971)
- Другие медали
- Заслуженный строитель РСФСР (08.08.1969)
- Заслуженный строитель Московской области (1997)
- Почётный гражданин города Электросталь.